# Serrat Moster
El Serrat Moster  és una serra situada al municipi de Montellà i Martinet, a la comarca de la Baixa Cerdanya, amb una elevació màxima de 1.622 metres.